# Death Cab for Cutie
Death Cab for Cutie (còn được viết tắt là DCFC) là một ban nhạc Rock chơi theo thể loại Indie Rock được thành lập tại Bellingham, Washington vào năm 1997. Các thành viên của ban nhạc gồm có: Benjamin Gibbard (ca sĩ chính, ghi-ta), Chris Walla (ghi-ta), Nick Hammer (bass) và Jason McGerr (trống). Benjamin Gibbard đã đặt tên cho ban nhạc dựa theo tên của một ca khúc được sáng tác bởi Neil Innes và Vivian Stanshall.
Album đầu của Death Cab For Cutie - album You Can Play These Songs with Chords được phát hành demo sau đó DCFC đã hợp tác với hãng thu âm Barsuk. Lúc này Gibbard quyết định muốn mở rộng ban nhạc và bắt đầu tuyển các thành viên. Death Cab For Cutie đã phát hành được 6 album trong phòng thu. Album mới nhất của ban nhạc - album Narrow Stairs được phát hành vào tháng 5 năm 2008.

## Tiểu sử

### Những năm đầu
Death Cab for Cutie được thành lập từ một dự án biểu diễn solo của ca sĩ Benjamin Gibbard khi anh còn là tay chơi ghi-ta cho ban nhạc Pinwheel. Dưới cái tên Death Cab for Cutie, Gibbard đã phát hành một băng cát-sét với tựa đề You Can Play These Songs with Chords và đã thực sự gây bất ngờ. Sau đó Gibbard quyết định thành lập một ban nhạc với tên là Death Cab for Cutie. Gibbard đã mời Chris Walla (người đã hợp tác cùng Gibbard ở album You Can Play These Songs with Chords) vào chơi ghi-ta, Nick Harmer chơi ghi-ta bass, Nathan Good chơi trống gia nhập ban nhạc. Death Cab for Cutie được chính thức thành lập tại Bellingham, Washington.

### Hợp tác với hãng thu âm Atlantic
Vào tháng 11 năm 2004, Death Cab for Cutie ký hợp đồng với hãng thu âm Atlantic sau khi chấm dứt hợp đồng với hãng thu âm Barsuk.
Hai single mà Death Cab for Cutie phát hành sau khi ký hợp đồng với Atlantic Records là "Soul Meets Body" và "Crooked Teeth". Album Plans dược phát hành vào tháng 8 năm 2005. Album Plans đã được đánh giá cao từ giới phê bình cùng sự đón nhận của fan hâm mộ, thậm chí album còn được đề cử giải Grammy dành cho album Rock Alternative của năm 2005. Album đã liên tục có mặt trong bảng xếp hạng của Billboard trong 47 tuần liên tiếp và đã nhận được danh hiệu đĩa bạch kim vào tháng 5 năm 2008.